# Kimadiplosis diversa
Kimadiplosis diversa är en tvåvingeart som beskrevs av Gagne 1993. Kimadiplosis diversa ingår i släktet Kimadiplosis och familjen gallmyggor.
Artens utbredningsområde är Kenya. Inga underarter finns listade i Catalogue of Life.